# エヴェリン・グロスマン
エヴェリン・グロスマン（Evelyn Großmann、1971年7月16日 - ）は、東ドイツドレスデン出身の女性フィギュアスケート選手で、現在はコーチ兼テクニカル審判員。1990年ヨーロッパフィギュアスケート選手権優勝。

## 経歴
- 1990年のヨーロッパフィギュアスケート選手権で優勝、翌年は2位となる。1992年以降はケガに悩まされ、オリンピックや世界選手権に出場することはできなかった。
- 1996年に引退。現在はコーチとして活動する傍ら、国際スケート連盟公認のテクニカル審判員としても活躍している。

## 主な戦績
| 大会/年        | 1988-89 | 1989-90 | 1990-91 | 1991-92 | 1992-93 | 1993-94 | 1994-95 |
| -------------- | ------- | ------- | ------- | ------- | ------- | ------- | ------- |
| 世界選手権     | 7       | 8       |         |         |         |         |         |
| 欧州選手権     | 7       | 1       | 2       |         |         |         |         |
| ドイツ選手権   |         |         | 3       | 5       | 4       | 棄権    | 4       |
| 東ドイツ選手権 | 1       |         |         |         |         |         |         |